# جورج بي موناغان
جورج بي موناغان (بالإنجليزية: George P. Monaghan)‏ هو محامي أمريكي، ولد في 10 يونيو 1901 في كاناندياجو في الولايات المتحدة، وتوفي في 6 سبتمبر 1986 في ذا برونكس في الولايات المتحدة.